# Lleida (provincie)
Lleida (Spaans: Lérida) is een provincie van Spanje en maakt deel uit van de autonome regio Catalonië. De provincie heeft een oppervlakte van 12.172 km². De provincie telde 439.258 inwoners in 2021 verdeeld over 231 gemeenten. Hoofdstad van Lleida is Lleida.
Het provinciebestuur heeft zich na een stemming in de provincieraad in 2012 aangesloten bij de Associació de Municipis per la Independència (AMI).

## Bestuurlijke indeling
De provincie Lleida bestaat uit 13 comarca's die op hun beurt uit gemeenten bestaan. De comarca's van Lleida zijn:
- Alt Urgell
- Alta Ribagorça
- Baixa Cerdanya
- Garrigues
- Noguera
- Pallars Jussà
- Pallars Sobirà
- Pla d'Urgell
- Segarra
- Segrià
- Solsonès
- Urgell
- Val d'Aran

Zie voor de gemeenten in Lleida de lijst van gemeenten in provincie Lleida.

## Demografische ontwikkeling
Bron: INE
Opm: Bevolkingscijfers in duizendtallen